# 患者管理鎮痛法
患者管理鎮痛法(かんじゃかんりちんつうほう、英：Patient-controlled_analgesia、PCA)は、痛みを感じている人が自分で鎮痛剤を投与できるようにする方法である。 

## 解説
注入は処方者によってプログラム可能である。意図したとおりにプログラムされ、機能している場合、機器が薬物を過剰に投与することはほとんどない。医療提供者は、アレルギー反応に対応するためにPCA薬の最初の投与は常に観察する必要がある。

## 投与経路

### 経口
患者管理鎮痛法の最も一般的な形態は、経口市販鎮痛剤または処方箋鎮痛剤の自己投与である。例えば、頭痛が少量の経口鎮痛剤で治まらない場合、多めに服用することがある。痛みは組織の損傷と感情的な状態の組み合わせであるため、痛みをコントロールすることは痛みの感情的な要素を減らすことを意味する。この方式は古来より存在するが、狭義のPCAの定義には該当しない。

### 静脈内

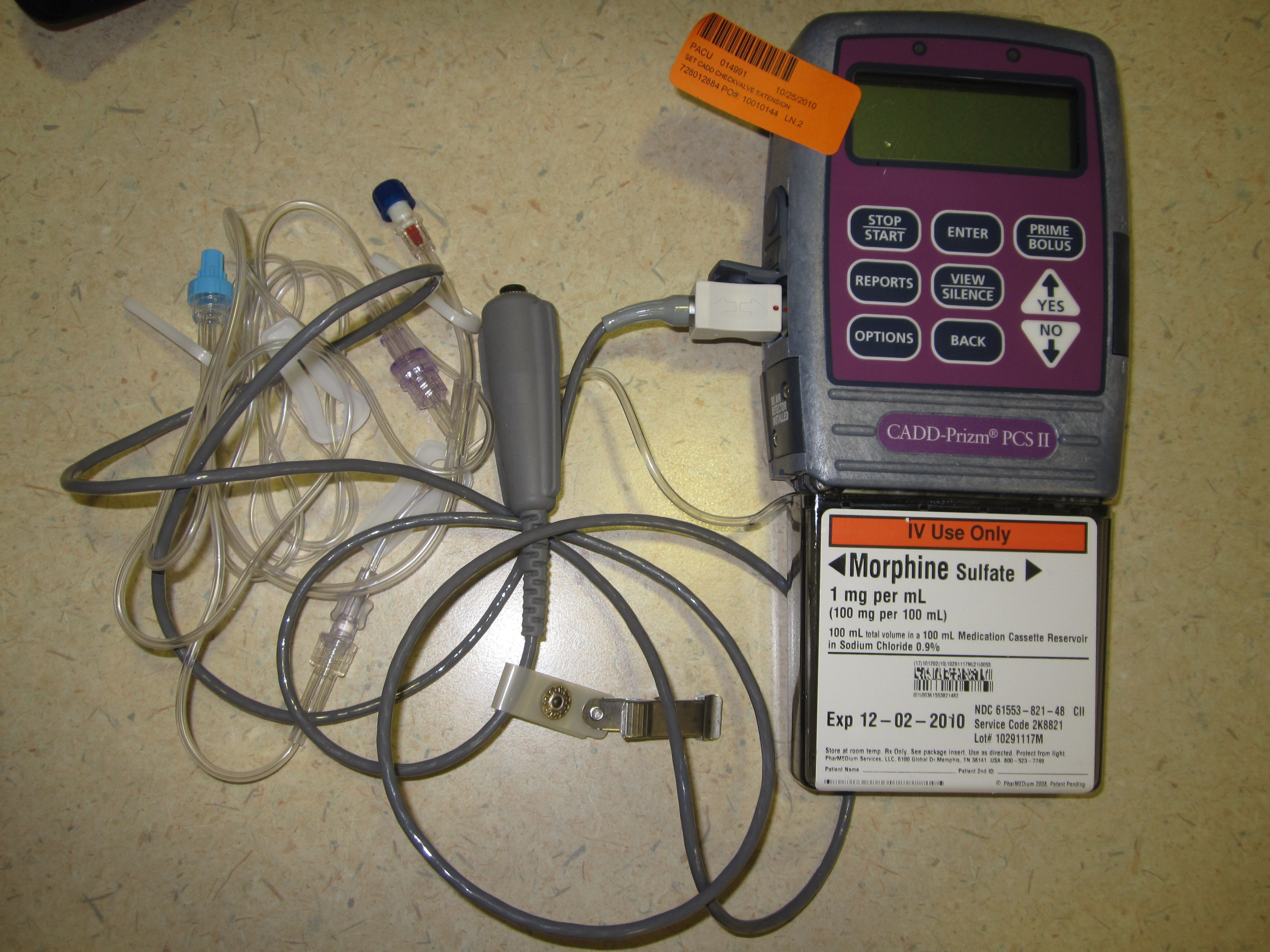
術後鎮痛のためのモルヒネの静脈内投与用に構成された、患者制御の鎮痛注入ポンプ

略称はIVPCAである。病院では、PCAは、患者がボタンを押したときにある量の静脈内鎮痛薬を投与する電子制御またはディスポーザブルの注入ポンプを指す。PCAは、急性および慢性疼痛患者の両方に使用できる。これは、術後の疼痛管理や末期がん患者に一般的に使用される。
麻薬は、PCAを通じて投与される最も一般的な鎮痛薬である。医療者は、患者がデバイスを適切に使用していることを確認するために、最初の2時間から24時間患者を監視することが重要とされる。ドロペリドールを添加すると麻薬や全身麻酔の合併症である嘔気嘔吐を軽減できる。
PCAでは、医療者が設定した間隔で投与するようPCAをプログラムすることで、患者を過量投与から防ぐ。もし患者が処方された摂取量より早くボタンを押した場合、ボタンを押してもPCAは作動しない。(PCAはビープ音を出して投与が行われなかったことを患者に伝えるように設定することが可能）。患者が鎮静状態になってボタンを押せなくなった場合にも投与量は制御され、患者が不必要な投与を受けるのを防ぎ、過剰投与から患者を防ぐ。

### 硬膜外
患者管理型硬膜外鎮痛法(Patient Controlled Epidural Analgesia: PCEA)は、間欠的な注入またはシリンジポンプ持続注入による硬膜外腔への鎮痛薬の患者管理型投与を表す関連用語である。これは、分娩中の女性、末期がん患者、または術後の痛みを管理するために使用できる。

### 吸入
鎮静剤および鎮痛剤として、吸入麻酔薬メトキシフルラン(日本では毒性のために製造販売中止)が、オーストラリアとニュージーランドでPenthrox吸入器として使用されている。

### 鼻
患者制御鼻腔内鎮痛法(PCINAまたはNasal PCA)は、一定時間内に送達できるスプレーの数を制御するための組み込み機能を備えた鼻スプレー形態のPCAデバイスを指す。日本では薬事未承認である。

### 経皮的
イオントフォレーシスシステムを含む経皮送達システムが存在する。これらは、フェンタニルなどのオピオイド、またはリドカインなどの局所麻酔薬の投与でよく使われる。イオントカインはそのようなシステムの一例である。日本では薬事未承認である。

## 投与機器
薬剤投与スケジュールがプログラム可能なマイクロコンピュータ制御の注入ポンプと、投与流速の簡易設定が可能な使い捨て(ディスポーザブル)の注入ポンプがある。後者は導入の初期コストが低く、システムの汚染リスクが低いが、再充填が用法上認められていないので長期間の使用に不向きである。また、投与の記録(ログ)が自動的に残らない。設定項目としては、薬液の持続注入量、ロックアウトタイム、ボーラス量がある。PCAシステムには、患者が必要と感じたときに薬液を注入できるように押しボタンがあり、このボタンを押すことで薬液のボーラス投与ができる。ただし、無制限に押すと過量投与となるため、コンピュータ制御で一定時間このボタンが無効化される。この時間がロックアウトタイムである。ディスポーザブル式では、ロックアウトタイム中にボーラス投与量が充填されるのに一定時間を要するにようになっている。コンピュータ制御では、持続注入量やロックアウトタイム、ボーラス量をカスタマイズできるが、ディスポーザブル式では、これらの設定項目は変更できない。

## 長所と短所
患者管理鎮痛法の利点は、鎮痛剤を自分で投与できること、患者が薬で痛みに対処できるためより早く痛みが緩和されること、医療スタッフによる投与量のモニタリング（必要性に応じて投与量の増減が可能）などが挙げられる。また、PCAでは、患者が痛みを感じている時間が短く、その分、決められたスケジュールやタイマーで薬を投与する場合よりも、患者が使用する薬の量が少なくなる傾向がある。
欠点としては、患者が鎮痛剤を非医学用途に使用する可能性があり、患者の痛みが十分にコントロールされているにもかかわらず、その陶酔感のために麻薬を自己投与してしまうことが挙げられる。PCA装置が患者に合わせて適切にプログラムされていない場合、薬の投与量が不足したり、過剰に投与されたりする可能性もある。また、このシステムは、例えば学習障害や混乱のある患者など、特定の個人には不適切な場合がある。また、手先が不器用な患者は、重症患者と同様、ボタンを押すことができないかもしれない。PCAは、小児患者にも適さないかもしれないが、その場合は親によるParent Controlled Analgesiaが代替可能である。

## 歴史
全身麻酔の黎明期に用いられた吸入麻酔薬クロロホルムは、Crombieによって1876年に患者自身による自己投与の可能性が言及された。PCAポンプは、1960年代後半にPhilip H. Sechzerによって開発および導入され、1971年に記述された。

## 関連文献
- Klieman RL, Lipman AG, Hare BD, MacDonald SD: A comparison of morphine administered by patient-controlled analgesia and regularly scheduled intramuscular injection in severe, postoperative pain. J Pain Sympt Manag 1988;3:15-22
- Sechzer, PH (1971). “Studies in pain with the analgesic-demand system”. Anesthesia and Analgesia 50 (1):  1–10. doi:10.1213/00000539-197101000-00001. ISSN 0003-2999. PMID 5100236.
- Fast Fact and Concept #085: Epidural Analgesia, End of Life/Palliative Education Resource Center, Medical College of Wisconsin
- White PF: use of patient-controlled analgesia for the treatment of acute pain. JAMA 1988;259:242-247